# Коморув (Підкарпатське воєводство)
Коморув (пол. Komorów) — село в Польщі, у гміні Майдан-Крулевський Кольбушовського повіту Підкарпатського воєводства.
Населення — 1474 особи (2011).
У 1975-1998 роках село належало до Тарнобжезького воєводства.

## Демографія
Демографічна структура станом на 31 березня 2011 року:
|          | Загалом | Допрацездатний вік | Працездатний вік | Постпрацездатний вік |
| -------- | ------- | ------------------ | ---------------- | -------------------- |
| Чоловіки | 759     | 172                | 502              | 85                   |
| Жінки    | 715     | 167                | 391              | 157                  |
| Разом    | 1474    | 339                | 893              | 242                  |